# France aux Jeux olympiques d'hiver de 1952
Cet article contient des informations sur la participation et les résultats de la France aux Jeux olympiques d'hiver de 1952 à Oslo en Norvège.
L'équipe de France olympique a remporté une médaille, se situant à la 12e place des nations au tableau des médailles.

## Bilan général
| Place | Sport               | Médaille d'or, Jeux olympiques | Médaille d'argent, Jeux olympiques | Médaille de bronze, Jeux olympiques | Total |
| ----- | ------------------- | ------------------------------ | ---------------------------------- | ----------------------------------- | ----- |
| 1     | Patinage artistique | 0                              | 0                                  | 1                                   | 1     |
| Total | Total               | 0                              | 0                                  | 1                                   | 1     |

## Médaillés
| Sport               | Discipline | Athlète(s)         | Score   | Date       |
| ------------------- | ---------- | ------------------ | ------- | ---------- |
| Patinage artistique | Femmes     | Jacqueline du Bief | 158.000 | 20 février |

## Résultats

### Ski alpin
| Athlète          | Épreuve      | Course 1     | Course 1 | Course 2     | Course 2     | Total        | Total        |
| Athlète          | Épreuve      | Temps        | Rang     | Temps        | Rang         | Temps        | Rang         |
| ---------------- | ------------ | ------------ | -------- | ------------ | ------------ | ------------ | ------------ |
| Guy de Huertas   | Descente     |              |          |              |              | 2 min 54 s 4 | 35           |
| Maurice Sanglard | Descente     |              |          |              |              | 2 min 45 s 4 | 25           |
| Henri Oreiller   | Descente     |              |          |              |              | 2 min 41 s 5 | 14           |
| James Couttet    | Descente     |              |          |              |              | 2 min 38 s 7 | 11           |
| Maurice Sanglard | Slalom géant |              |          |              |              | 2 min 38 s 0 | 23           |
| Henri Oreiller   | Slalom géant |              |          |              |              | 2 min 35 s 3 | 16           |
| Guy de Huertas   | Slalom géant |              |          |              |              | 2 min 35 s 1 | 15           |
| James Couttet    | Slalom géant |              |          |              |              | 2 min 34 s 9 | 14           |
| Guy de Huertas   | Slalom       | 1 min 09 s 1 | 38       | Non qualifié | Non qualifié | Non qualifié | Non qualifié |
| Firmin Mattis    | Slalom       | 1 min 02 s 0 | 12 Q     | 1 min 04 s 0 | 15           | 2 min 06 s 0 | 12           |
| Maurice Sanglard | Slalom       | 1 min 01 s 4 | 8 Q      | 1 min 08 s 6 | 26           | 2 min 10 s 0 | 20           |
| James Couttet    | Slalom       | 1 min 01 s 1 | 6 Q      | 1 min 01 s 7 | 5            | 2 min 02 s 8 | 6            |

| Athlète           | Épreuve      | Course 1        | Course 1 | Course 2     | Course 2 | Total           | Total |
| Athlète           | Épreuve      | Temps           | Rang     | Temps        | Rang     | Temps           | Rang  |
| ----------------- | ------------ | --------------- | -------- | ------------ | -------- | --------------- | ----- |
| Jacqueline Martel | Descente     |                 |          |              |          | N'a pas terminé | –     |
| Andrée Bermond    | Descente     |                 |          |              |          | 2 min 03 s 1    | 30    |
| Marysette Agnel   | Descente     |                 |          |              |          | 1 min 56 s 8    | 22    |
| Marysette Agnel   | Slalom géant |                 |          |              |          | 2 min 18 s 0    | 19    |
| Andrée Bermond    | Slalom géant |                 |          |              |          | 2 min 15 s 2    | 13    |
| Jacqueline Martel | Slalom géant |                 |          |              |          | 2 min 14 s 3    | 11    |
| Andrée Bermond    | Slalom       | N'a pas terminé | –        | –            | –        | N'a pas terminé | –     |
| Marysette Agnel   | Slalom       | 1 min 07 s 5    | 7        | 1 min 08 s 1 | 11       | 2 min 15 s 6    | 7     |

### Bobsleigh
| Traîneau | Athlètes                        | Épreuve    | Manche 1      | Manche 1 | Manche 2      | Manche 2 | Manche 3      | Manche 3 | Manche 4      | Manche 4 | Total         | Total |
| Traîneau | Athlètes                        | Épreuve    | Temps         | Rang     | Temps         | Rang     | Temps         | Rang     | Temps         | Rang     | Temps         | Rang  |
| -------- | ------------------------------- | ---------- | ------------- | -------- | ------------- | -------- | ------------- | -------- | ------------- | -------- | ------------- | ----- |
| FRA-1    | Robert Guillard Joseph Chatelus | Bob à deux | 1 min 29 s 68 | 17       | 1 min 28 s 84 | 17       | 1 min 28 s 71 | 17       | 1 min 28 s 08 | 17       | 5 min 55 s 31 | 17    |
| FRA-2    | André Robin Henri Rivière       | Bob à deux | 1 min 23 s 22 | 6        | 1 min 23 s 06 | 5        | 1 min 22 s 85 | 5        | 1 min 22 s 85 | 6        | 5 min 31 s 98 | 5     |

| Traîneau | Athlètes                                                     | Épreuve      | Manche 1      | Manche 1 | Manche 2      | Manche 2 | Manche 3      | Manche 3 | Manche 4      | Manche 4 | Total         | Total |
| Traîneau | Athlètes                                                     | Épreuve      | Temps         | Rang     | Temps         | Rang     | Temps         | Rang     | Temps         | Rang     | Temps         | Rang  |
| -------- | ------------------------------------------------------------ | ------------ | ------------- | -------- | ------------- | -------- | ------------- | -------- | ------------- | -------- | ------------- | ----- |
| FRA-1    | André Robin Joseph Chatelus Louis Saint-Calbre Henri Rivière | Bob à quatre | 1 min 18 s 90 | 6        | 1 min 19 s 91 | 8        | 1 min 19 s 18 | 9        | 1 min 22 s 75 | 14       | 5 min 20 s 74 | 11    |

### Ski de fond
| Épreuve | Athlète         | Course          | Course |
| Épreuve | Athlète         | Temps           | Rang   |
| ------- | --------------- | --------------- | ------ |
| 18 km   | Benoît Carrara  | N'a pas terminé | –      |
| 18 km   | Jacques Perrier | 1 h 10 min 33   | 33     |
| 18 km   | Gérard Perrier  | 1 h 09 min 17   | 24     |
| 18 km   | René Mandrillon | 1 h 06 min 48   | 18     |
| 50 km   | Gervais Gindre  | 4 h 39 min 31   | 28     |
| 50 km   | Benoît Carrara  | 3 h 55 min 16   | 11     |

| Athlètes                                                  | Course        | Course |
| Athlètes                                                  | Temps         | Rang   |
| --------------------------------------------------------- | ------------- | ------ |
| Gérard Perrier Benoît Carrara Jean Mermet René Mandrillon | 2 h 31 min 11 | 4      |

| Épreuve | Athlète          | Course    | Course |
| Épreuve | Athlète          | Temps     | Rang   |
| ------- | ---------------- | --------- | ------ |
| 10 km   | Michèle Angirany | 54 min 56 | 18     |
| 10 km   | Josette Baisse   | 51 min 43 | 15     |

### Patinage artistique
| Athlète       | Figures imposées | Libre | Points  | Places | Rang |
| ------------- | ---------------- | ----- | ------- | ------ | ---- |
| Alain Giletti | 7                | 6     | 163,233 | 63     | 7    |

| Athlète            | Figures imposées | Libre | Points  | Places | Rang               |
| ------------------ | ---------------- | ----- | ------- | ------ | ------------------ |
| Jacqueline du Bief | 4                | 2     | 158,000 | 24     | Médaille de bronze |

### Saut à ski
| Athlète          | Épreuve         | Saut 1         | Saut 1 | Saut 1 | Saut 2   | Saut 2 | Saut 2 | Total  | Total |
| Athlète          | Épreuve         | Distance       | Points | Rang   | Distance | Points | Rang   | Points | Rang  |
| ---------------- | --------------- | -------------- | ------ | ------ | -------- | ------ | ------ | ------ | ----- |
| Henri Thiollière | Tremplin normal | 56,5 m (tombé) | 54,0   | 44     | 55,0 m   | 88,5   | 41     | 142,5  | 43    |
| André Monnier    | Tremplin normal | 56,0 m         | 90,0   | 37     | 56,0 m   | 92,5   | 33     | 182,5  | 36    |
| Régis Rey        | Tremplin normal | 56,5 m         | 90,5   | 36     | 57,5 m   | 91,0   | 35     | 181,5  | 38    |